# لوئیس خاویر موسکرا
لوئیس خاویر موسکرا (اسپانیایی: Luis Javier Mosquera‎؛ زادهٔ ۲۷ مارس ۱۹۹۵) وزنه‌بردار اهل کلمبیا است.
وی در مسابقات کشوری و بین‌المللی در مجموع برندهٔ ۳ مدال طلا، ۲ مدال نقره، ۱ مدال برنز شده‌است.